# Leandro Teófilo
Leandro Teófilo Santos Pinto (sinh ngày 3 tháng 5 năm 1981) là một cựu cầu thủ bóng đá người Brasil từng thi đấu ở vị trí tiền vệ.